# داء ماركيافافا بيغنامي
داء ماركيافافا بيغنامي هو مرض عصبي مترقٍ ناتج عن الكحوليّة، ويتميز بزوال الميالين من الجسم الثفني وتنخّره وضموره فيما بعد. وُصِف المرض أول مرة في عام 1903 من قِبل اختصاصيَي علم الأمراض الإيطاليَين أميكو بيغنامي وإتوري ماركيافافا عند مريض إيطالي مُدمن على شرب نبيذ كيانتي، إذ لاحظ بيغنامي وماركيافافا عند تشريح جثة هذا المريض تنخّر الثلثين المركزيين من الجسم الثفني. يصعب تشخيص داء ماركيافافا بيغنامي ولا يوجد علاج نوعي له. أُبلِغ عن 300 حالة فقط حتى عام 2008، وينجو أغلب المصابين به إذا اكتُشِف المرض في وقت مبكّر بما يكفي.

## الأعراض
يمكن أن تشمل الأعراض غياب الوعي والعدوانية والنوبات والاكتئاب والخزل الشقي والرنح والغيبوبة والعمه الحركي ولا تقتصر على ذلك، وتوجد أيضًا آفات في الجسم الثفني.

## الأسباب
يرتبط الداء كلاسيكيًا مع الكحولية المزمنة واستهلاك النبيذ الأحمر خاصةً، ويترافق أحيانًا مع سوء التغذية. يمكن أن تسبب الكحولية نقص الثيامين، الذي يُلاحَظ أيضًا أنه يسبب داء ماركيافافا بيغنامي (إم بي دي).

## الآلية
عادة ما يكون للأفراد المصابين بداء ماركيافافا بيغنامي سوابق تعاطي الكحول، ولكن ليس دائمًا، فآلية المرض غير مفهومة تمامًا بعد. يُعتقد أن سبب الداء هو نقص فيتامين ب أو سوء التغذية أو تعاطي الكحول. يمكن أن يمتد تلف الدماغ إلى المادة البيضاء المجاورة وأحيانًا إلى مناطق تحت القشرة.

## التشخيص
يشخَّص مرض ماركيافافا بيغنامي باستخدام التصوير بالرنين المغناطيسي روتينيًا لان أغلب الأعراض السريرية غير نوعية، وقبل استخدام معدات التصوير هذه لم يكن من الممكن تشخيص المرض إلا بعد موت المريض وتشريح جثته. عادة ما يكون للمريض سوابق كحولية أو سوء تغذية، ويمكن أن تساعد الأعراض العصبية الموجودة أحيانًا في الوصول إلى التشخيص الصحيح. يمكن تمييز داء ماركيافافا بيغنامي عن الأمراض العصبية الأخرى من خلال تناظر الآفات في الجسم الثفني، وعدم وصول هذه الآفات إلى الحواف العلوية والسفلية.
يوجد نوعان فرعيان سريريان لداء ماركيافافا بيغنامي هما:
النوع إيه: يسيطر فيه الذهول والغيبوبة، ويبدي التصوير الشعاعي تضرر كامل الجسم الثفني، وتظهر في هذا النوع أعراض تأذي العصبونات المحرِّكة العلوية.
النوع بي: تكون الحالة الذهنية في هذا النوع طبيعية أو يعاني المريض إعاقة طفيفة فيها فقط، ويظهِر التصوير الشعاعي أضرارًا جزئية في الجسم الثفني.

## العلاج
العلاج متنوع تبعًا للحالة، وتعطي بعض العلاجات نتيجة جيدة جدًا عند بعض المرضى دون أن يستفيد منها الجميع. تشمل العلاجات إعطاء الثيامين ومجموعة فيتامينات بي، ويجب أيضًا إيقاف استهلاك الكحول. ينجو بعض المرضى من هذا المرض، لكنهم يعانون من تلف الدماغ والخرف، ويبقى آخرون في غيبوبة تنتهي بالموت، وينصَح أيضًا بالاستشارة الغذائية، وغالبًا ما يتشابه علاجه مع العلاج الموصوف لمرضى متلازمة فيرنكه كورساكوف والكحولية.
يبلغ معدل الوفيات في النوع الأول %21، ومعدل العجز على المدى الطويل %81، أما معدل الوفيات في النوع الثاني فهو %0 ومعدل العجز على المدى الطويل %19.

## الدراسات الحديثة
في دراسة نُشِرت في عام 2015، دُرست حالة مريض مصاب بداء ماركيافافا بيغنامي، دون سوابق تعاطي الكحول، ويُعتقد أن نقص البروتين والفوليك أسيد والثيامين السبب في زوال الميالين من الجسم الثفني عند هذا المريض. شُخصت الحالة باستخدام التصوير بالرنين المغناطيسي، ووجب أولًا استبعاد عدد كبير من الأمراض العصبية الأخرى.
وفي دراسة نُشِرت في عام 2016، دُرست حالة مريض يبلغ من العمر 45 عامًا تناول كميات كبيرة من الكحول على مدى عشرين عامًا ويعاني من سوء التغذية. شُخِصت إصابته بتشمع الكبد، وكان مضطربًا ولديه ضعف في التنسيق الحركي. عانى أيضًا من نوبات صرعية وفرط الحس، ثم شُخصت إصابته بداء ماركيافافا بيغنامي بعد أن خضع للتصوير بالرنين المغناطيسي.